# De la connaissance historique
De la connaissance historique est un ouvrage de l'historien français Henri-Irénée Marrou, paru en 1954.

## Contexte de publication
Agrégé, puis docteur en histoire en 1937, Henri Marrou est d'abord maître de conférences d'histoire ancienne à la Faculté des Lettres de Nancy,, puis chargé d'enseignement d'histoire ancienne à la Faculté des Lettres de Montpellier de 1940 à 1941, enfin professeur dans la même matière à la Faculté des Lettres Lyon, de 1941 à 1945. il est cofondateur (ou parmi les premiers collaborateurs) de deux entreprises savantes : la Revue du Moyen-Âge latin et la collection Sources chrétiennes.
De 1945 à 1975, il occupe la chaire d'Histoire du christianisme à la Sorbonne. Il est également membre de l'Académie des inscriptions et belles-lettres, de l'Académie royale néerlandaise des arts et des sciences, de l'Académie bavaroise des sciences et la Société des antiquaires de France.
Il milite pour le développement de la culture et pour l'approfondissement de la foi chrétienne : dans la revue Politique, de 1929 à 1934, et dans la revue Esprit à partir de 1933 . Résistant, il publie dans la presse clandestine (Cahiers du témoignage chrétien, auprès de jésuites comme de Lubac, de dominicains comme Chenu),.  En 1948 paraît son Histoire de l'éducation dans l'Antiquité, en 1952 son édition de l'Épître à Diognète, en 1954 De la connaissance historique.
L'ouvrage est dédié à Jean Laloy.

## Thèse
Le projet de l'auteur est exposé ainsi : « On cherchera une réponse aux questions fondamentales : Quelle est la vérité de histoire ? Quels sont les degrés, les limites de cette vérité, quelles sont ses conditions d'élaboration ? En un mot quel est le comportement correct de la raison dans son usage historique ? ».
En recherchant la nature et la valeur de la connaissance historique, l'ouvrage rejette le positivisme de l'école historique méthodique,, notamment de Langlois et Seignobos, tout autant que les philosophies de l'histoire, qui asservissent l'historien à un système ou une loi. L'auteur, « historien de métier, [qui] parle en philosophe » veut leur substituer une philosophie critique de l'histoire.
Il s'inspire ainsi des travaux de Lucien Febvre, Marc Bloch, et Wilhelm Dilthey.

Pour Marrou, l'historien ne trouve pas l'histoire toute faite dans l'analyse des sources, mais la construit, par un « acte de foi », après enquête rationnelle.  Pour Marrou,

« Qu'est-ce donc que l'histoire ? Je proposerai de répondre : l'histoire est la connaissance du passé humain. L'utilité pratique d'une telle définition est de résumer dans une brève formule l'apport des discussions et gloses qu'elle aura provoquées. Commentons-la : nous dirons connaissance et non pas, comme tels autres, « narration du passé humain », ou encore « œuvre littéraire visant à le retracer » ; sans doute, le travail historique doit normalement aboutir à une œuvre écrite (...), mais il s'agit là d'une exigence de caractère pratique (la mission sociale de l'historien...) : de fait, l'histoire existe déjà, parfaitement élaborée dans la pensée de l'historien avant même qu'il l'ait écrite ; quelles que puissent être les interférences des deux types d'activité, elles sont logiquement distinctes.
Nous dirons connaissance et non pas, comme d'autres, « recherche » ou « étude » (bien que ce sens d'« enquête » soit le sens premier du mot grec istoria), car c'est confondre la fin et les moyens ; ce qui importe c'est le résultat atteint par la recherche : nous ne la poursuivrions pas si elle ne devait pas aboutir ; l'histoire se définit par la vérité qu'elle se montre capable d'élaborer. Car, en disant connaissance, nous entendons connaissance valide, vraie : l'histoire s'oppose par là à ce qui serait, à ce qui est représentation fausse ou falsifiée, irréelle du passé, à l'utopie à l'histoire imaginaire (...), au roman historique, au mythe, aux traditions populaires ou aux légendes pédagogiques — ce passé en images d'Epinal que l'orgueil des grands Etats modernes inculque, dès l'école primaire, à l'âme innocente de ses futurs citoyens. »

— Henri-Irénée Marrou, De la connaissance historique, pp. 32-33
Le rapport de l'historien à son objet d'étude devient essentiel : l'histoire est bien du passé objectivement enregistré, mais également et nécessairement une intervention de l'historien et de son présent, elle est donc « un rapport de ce passé à ce présent ».

## Table des matières
- Introduction : La philosophie critique de l'histoire
  - I. L'histoire comme connaissance
  - II. L'histoire est inséparable de l'historien
  - III. L'histoire se fait avec des documents
  - IV. Conditions et moyens de la compréhension
  - V. Du document au passé
  - VI. L'usage du concept
  - VII. L'explication et ses limites
  - VIII. L'existentiel en histoire
  - IX. La vérité de l'histoire
  - X. L'utilité de l'histoire
- Conclusion : l'œuvre historique[15].

## Réception
Peu après la publication de l'ouvrage, Antoine Guillaumont rapproche sa thèse de l'existentialisme, dans une voie moyenne entre l'idéalisme et une philosophie réaliste. Il estime l'exercice périlleux, mais vante le « manuel pratique du parfait historien ». L'économiste Henri Guitton apprécie un livre très attachant, et qui donne à réfléchir.
Philippe Ariès est louangeur : « Le livre de Henri-Irénée Marrou est particulièrement important parce qu’il consacre la rupture des historiens les plus représentatifs avec les méthodes ou les philosophies antérieures, mais surtout, et c’est là sa principale originalité, parce qu’il limite les conséquences excessives qui risquaient d’entraîner certains historiens, et parmi les meilleurs, vers un relativisme excessif ». Si Marrou admet que l’historien n’appréhende jamais le passé directement, mais bien à travers lui-même, il veut sauver la notion de vérité historique, qu'Ariès rapproche de « la valeur antique et chrétienne d’universel ».